# Nemapogon molybdanella
Nemapogon molybdanella är en fjärilsart som beskrevs av William George Dietz 1905. Nemapogon molybdanella ingår i släktet Nemapogon och familjen äkta malar. Inga underarter finns listade i Catalogue of Life.